# گروس فورکاهورن
گروس فورکاهورن (به لاتین: Gross Furkahorn) یک کوه در سوئیس است که در کانتون وله واقع شده‌است. گروس فورکاهورن ۳٬۱۶۹ متر بالاتر از سطح دریا واقع شده‌است.